# Марсела Бовіо
Марсела Алехандра Бовіо Гарсія (ісп. Marcela Alejandra Bovio García; 17 жовтня 1979 року) — мексиканська співачка, вокалістка мексикансько-нідерландського симфо-метал-гурту Stream of Passion, скрипалька.

## Біографія
Марсела Бовіо народилась 17 жовтня 1979 року на північному сході Мексики у місті Монтеррей, де живе й зараз[на коли?]. Її музична кар'єра почалася зі вступу до музичної академії, куди Марселу та її сестру Діану порадив записати її хрещений батько. З цього часу Марсела почала всерйоз займатися музикою. Її першим музичним досвідом можна вважати спів у шкільному хорі. Вона зізналася, що дуже хвилювалася під час таких виступів. У підлітковому віці Марсела стала грати на скрипці і брала уроки класичного співу. Водночас починає захоплюватися альтернативним роком, прогресивним роком і металом:

Я завжди любила меланхолійну музику, тому я була дуже захоплена готичними і дум-групами. Пізніше я зацікавилась джазом, пост-роком, етнічною музикою, і почала брати уроки джазу. Зараз я намагаюсь бути напоготові, щоб поглинати стільки музичних впливів, скільки зможу.
Оригінальний текст (англ.)
I've always loved melancholic music, so I was very inspired by gothic and doom bands. Later on I became interested in jazz, post rock, world music, and began taking jazz harmony lessons. Nowadays I try to keep my ears open to absorb as many musical influences as I can.
— Марсела Бовіо
У 17 років почала виконувати кавери з друзями, грала на бас-гітарі. Потім стала вокалісткою гурту.
На концертах Марсела грає на скрипці й іноді на флейті, також володіє фортепіано і гітарою.
У Мексиці в 2001 році Бовіо разом з Алехандро Мілланом створює прогресив-ембієнт-гурт Elfonia, з яким записує два альбоми. З гуртом Бовіо об'їздила з концертами всю Мексику. У 2006 році гурт взяв перерву на невизначений час, а учасники почали приєднуватися до інших проектів.
У 2004 році Бовіо виграла конкурс на сайті Ар'єна Люкассена і взяла участь у записі альбому The Human Equation для проекту Ayreon. Основною метою конкурсу було знайти невідомий талант, а конкурсантам було запропоновано надіслати свої демо. Бовіо надіслала один із записів Elfonia і пройшла відбір до фіналу з-поміж чотирьох вокалісток. Вона отримала роль дружини головного героя, якого озвучив Джеймс Лабрі (Dream Theater).
Після запису рок-опери Ар'єн Люкассен був сильно вражений талантом Бовіо і запропонував їй створити проект, де центральну позицію займав би її вокал. Бовіо погодилася, так з'явився гурт Stream of Passion. Для пошуку інших учасників Люкассен використовував інтернет, і вже восени 2005 року гурт випустив дебютний альбом Embrace the Storm.

## Дискографія

### Hydra
- 1999 — Bosquejo (EP)

### Elfonía
- 2003 — Self Titled
- 2005 — This Sonic Landscape

### Stream of Passion
- 2005 — Embrace the Storm
- 2009 — The Flame Within
- 2011 — Darker Days
- 2014 року — A War Of Our Own

### Гостьова участь

#### Ayreon
- 2004 — The Human Equation
- 2005 — The Final Experiment Reissue

#### Beto Vázquez Infinity
- 2008 — Darkmind

#### The Gathering
- 2009 — The West Pole

## Додаткові факти
- Знає мови: іспанська, англійська, нідерландська і французька .
- Улюблені музичні напрямки: прогресивний рок, атмосферний рок, готичний рок, пост-рок.
- Улюблені групи: The 3rd and the Mortal, Dead Can Dance, Rush, King Crimson, Pink Floyd, Ayreon, Godspeed You! Black Emperor, Mogwai, Muse, Interpol, Gateway.
- Улюблені фільми: «Матриця», «Володар Кілець», «Лобурі», «Пробудження життя».
- Улюблені книги: «Портрет Доріана Грея», «Божественна комедія», «Рими» і «Легенди» Густаво Адольфо Беккера, «Бляшаний барабан».
- Улюблений вид спорту: футбол.